# 岩城隆邦
岩城 隆邦（いわき たかくに）は、江戸時代末期の大名。出羽国亀田藩12代藩主。
天保15年（1844年）4月13日、8代藩主・岩城隆喜の七男として生まれる。はじめ外叔父・真田秀八郎（岩城隆謨）の養嗣子となっていた。文久元年（1861年）10月16日、兄の11代藩主・隆政の死去により、末期養子として家督を継いだ。最後の亀田藩主は、厳密には岩城隆彰であるが、一般的には隆邦と認識されている。12月15日、江戸幕府14代将軍・徳川家茂に御目見し、12月28日に従五位下・左京大夫に叙位・任官する。
慶応4年（1868年）4月1日、明治新政府の命令に従って上洛し、明治天皇に拝謁する。同年閏4月13日、新政府から亀田へ帰国の許可を得る。閏4月16日京都を出発、5月25日亀田に到着する。戊辰戦争では当初奥羽越列藩同盟に参加したが、同年7月、久保田藩の呼びかけで本荘藩・新庄藩・矢島藩と共に同盟を脱退し、新政府に与した。その後、庄内軍に敗れた新政府軍が本荘、亀田を見捨て、秋田まで退却した。このために8月8日、庄内藩の説得に応じて和議を結び、庄内軍と共に再び奥羽越列藩同盟として新政府軍と交戦した。しかし9月9日、援軍により勢いを盛り返した新政府軍に敗れ、降伏した。小藩のため、主体的な行動を取ることは不可能であった。
明治元年（1868年）12月7日、最終的に新政府の敵となったため、亀田藩は2000石の減封となり、隆邦は隠居を命じられた。隆邦は江戸の菩提寺・総泉寺で謹慎した。この時、隆邦にはまだ子がなかったため、近江宮川藩堀田家（藩主の堀田正養は隆邦の実弟）から隆彰（前代藩主・堀田正誠の三男）を養子に迎え、岩城家を相続させることを許可された。明治3年（1870年）4月4日、亀田藩知藩事になっていた隆彰の後見人に任命されたが、7月12日に廃藩置県のため免職された。
その後、岩城家の家督は隆邦の長男・隆治、次いで三男・隆長が相続したが、明治41年（1908年）12月に隆長が隠居したため、隆邦が再び当主に就いた。それに伴い子爵となった。明治44年（1911年）2月18日、東京で死去した。享年68。養子の隆徳（子爵・青山幸宜の四男）が跡を継いだ。

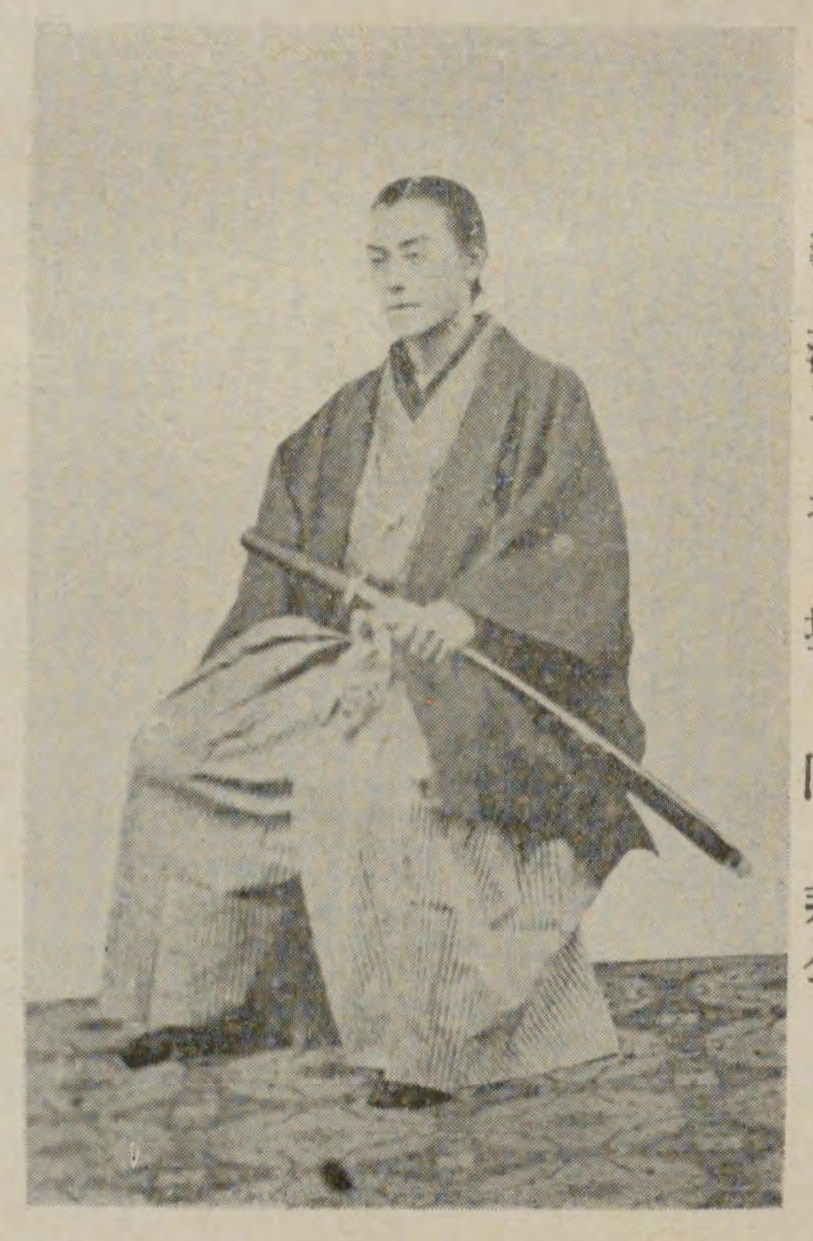
岩城隆邦の写真（明治時代初期）

## 家族
父母
- 岩城隆喜（実父）
- 菊瀬、松雲院（実母） - 側室
- 真田秀八郎（養父）
- 岩城隆政（養父）

妻
- 堀田満里子（正妻） - 堀田正睦の娘
- 青山鈎子（継妻） - 青山幸哉の娘
- 丹羽芳子（継々妻） - 丹羽長裕の娘

子女
- 岩城隆治（長男）
- 岩城隆長（三男）
- 美都子 - 後藤美治夫人

養子
- 岩城隆彰 - 堀田正誠の三男
- 岩城隆徳 - 青山幸宜の五男

| 日本の爵位    | 日本の爵位                               | 日本の爵位    |
| ------------- | ---------------------------------------- | ------------- |
| 先代 岩城隆長 | 子爵 （亀田）岩城家第3代 1908年 - 1911年 | 次代 岩城隆徳 |